# Kaaresuvanto
Kaaresuvanto of Karesuvanto (Samisch: Gárasavvon) is een dorp in de gemeente Enontekiö in Fins Lapland.

## Dorp
Het ligt op de zandachtige oevers van de onbevaarbare Könkämärivier midden in een uitgestrekt moeras. Het is de grootste plaats ten noorden van Muonio aan deze rivier en is ook herkenbaar als dorp (centrale bebouwing). De meeste dorpen in de omgeving zijn niet meer dan kleine nederzettingen.
Kaaresuvanto is te bereiken met de bus vanuit Muonio en de auto via de E8. Ook vanuit Zweden is het dorp bereikbaar via het eind (begin) van de E45 (voorheen Zweedse snelweg 45). Het vormt een dubbeldorp met het Zweedse Karesuando; te bereiken via een brug over de rivier; de (voormalige) douanepost staat midden op de brug. De grootste bezienswaardigheden van het dorp zijn de wilde rivier en het natuurlandschap (wandelroutes). Naar het noorden toe zijn alleen Markkina (10 km) en Kilpisjärvi (112 km) nog te beschouwen als plaatsen waar permanent mensen wonen.
Hoofdplaats: Hetta

Dorpen: Äijäjoki · Jatuni · Kaaresuvanto · Kantola · Kelottijärvi · Ketomella · Kilpisjärvi · Kultima · Kuttanen · Leppäjärvi · Luspa · Markkina · Maunu · Muotkajärvi · Näkkälä · Nartteli · Nunnanen · Palojärvi · Palojoensuu · Pättikkä · Peltovuoma · Pousujärvi · Raittijärvi · Ropinsalmi · Saarikoski · Saivomuotka · Sonkamuotka · Vähäniva · Vuontisjärvi · Ylikyrö

Aanduiding: Kivilompolo